# Битва при Вольгасте
Битва при Вольгасте — сражение Тридцатилетней войны, состоявшееся 22 августа (2 сентября) 1628 года возле города Вольгаст в герцогстве Померания. Армия Священной Римской империи под командованием Альбрехта фон Валленштейна разгромила датский десант, датскому королю Кристиану IV и части датских войск удалось спастись на кораблях.

## Предыстория
Датский король Кристиан IV в 1625 году объявил войну Священной Римской империи. После первоначальных успехов его войска были разгромлены, а армия вытеснена с территории Германии и загнана на датские острова.
В ноябре 1627 года герцогство Померания подписало Францбургскую капитуляцию, в соответствии с которой в приморских городах герцогства (за исключением резиденций герцога) размещались имперские гарнизоны. Однако у Империи не было флота, поэтому Дания продолжала контролировать Балтийское море.
В апреле 1628 года Валленштейну был пожалован императором титул герцога Мекленбургского и звание «генерала Океана и Балтийского моря», после чего Империя начала планировать совместно с Испанией создание на Балтике Имперского флота. В ответ на это Дания и Швеция заключили антиимперский союз. Город Штральзунд отказался подчиниться условиям Францбургской капитуляции, и с датско-шведской помощью успешно сопротивлялся попыткам Валленштейша принудить его принять имперский гарнизон. Кристиан IV решил, используя датское господство на море, прибегнуть к тактике набегов на побережье, чтобы не дать Империи возможности организовать флот. Датчане высадились в Фемарне и Эккернфёрде, и разрушили судостроительные мощности в Ольборге, Грайфсвальде и Висмаре.

## Сражение
11 (20) августа Кристиан IV с семитысячной армией высадился на острове Узедом, отделённым от города Вольгаст проливом, и оккупировал остров. Заняв шанцы, сооружённые имперским гарнизоном в Пенемюнде, датские войска 14 (23) августа без боя заняли Вольгаст.
После изгнания имперского гарнизона Кристиан IV получил массовую поддержку населения, требовавшего превращения Вольгаста в крепость наподобие Штральзунда. Запросив подкреплений из Швеции, Кристиан IV стал ждать Валленштейна, который снял осаду Штральзунда и двинулся с армией на восток. В качестве поля боя датский король выбрал местность в паре километров к западу от города, прикрытую берегом моря и болотами.
У Кристиана IV на поле боя было 5-6 тысяч человек, включая 1,5 кавалеристов и 400 шотландских наёмников, его силы были сведены в 6 полков. У Валленштейна было 7-8 тысяч человек, сведённых в 33 роты пехоты и 20 рот кирасир, с его войсками было 11 пушек.
Валленштейн атаковал 22 августа (2 сентября) 1628 года. Он смёл датский фланг, убив тысячу человек и взяв в плен 600. После этого он взял город, где отрезанные от основных сил 500 человек датского гарнизона были вынуждены капитулировать. Вольгаст, с его герцогской резиденцией, был разграблен и почти полностью сожжён. Лишь наступление темноты позволило Кристиану IV и остаткам его войск отступить на корабли.

## Итоги
Поражение под Вольгастом явилось решающим фактором, заставившим Кристиана IV прекратить боевые действия против Священной Римской империи и подписать Любекский мир.